# Consolidated PBY Catalina
Consolidated Model 28, mer känd under sin amerikanska örlogsbeteckning PBY Catalina, var ett amerikanskt båt- eller amfibieflygplan med lång räckvidd för bland annat transport och övervakning, framtagen av Consolidated Aircraft Corporation för förenta staternas flotta, vilken kom att se stor användning under andra världskriget och vidare in i modern tid. PBY utläses enligt dåvarande amerikansk örlogsnomenklatur som "Patrol Bomber" (patrullbombflygplan), med tillverkarkoden "Y" för Consolidated Aircraft Corporation.
Model 28 flög första gången i mars 1935, då som ett rent sjöflygplan med möjlighet att montera ett enkelt hjulställ för underhåll på land. Amerikanska flottan insåg tidigt att det var en bra konstruktion och beställde 166 stycken i en första omgång. Det var först i samband med att RAF beställde sina Modell 28 som flygplanet fick namnet Catalina, och samtidigt levererades de första Modell 28 till USAAF som benämnde typen OA-10A. Modell 28 gjorde flera insatser under andra världskriget på flera olika krigsskådeplatser. Det kunde vara i luften cirka 18 timmar på de inbyggda tankarna och med extratankar utökades aktionstiden till cirka 24 timmar. Modell 28 var även framgångsrik med fällande av sjunkbomber mot ubåtar. Ett flertal fabriker producerade Catalinor; en version licenstillverkades i Sovjetunionen under namnet GST.
De första varianterna av flygplanet var flygbåtar, men i och med varianten Model 28-5A ("A"-suffix för "amfibie") introducerades möjligheten att producera planet som amfibieflygplan (landning på både land och vatten) genom infällbara landställ på sidorna och nosen.

## Varianter
| Modell:     | Produktionsår och utmärkande drag: | Antal: |
| ----------- | --- | ------ |
| PBY-1       | September 1936 – juni 1937 Ursprunglig seriemodell. | 60     |
| PBY-2       | Maj 1937 – februari 1938 Mindre ändringar av stjärtpartiet, skrovet förstärkt. | 50     |
| PBY-3       | November 1936 – augusti 1938 Starkare motorer. | 66     |
| PBY-4       | Maj 1938 – juni 1939 Starkare motorer med propellerkåpor, olika varianter av plexiglasbubblor över midjekulsprutorna. | 32     |
| PBY-5       | September 1940 – juli 1943 Starkare motorer (anpassade för högre oktantal) utan propellerkåpor, midjebubblorna standardiseras. Självtätande bränsletankar införs under serietillverkningen. | 684    |
| PBY-5A      | Oktober 1941 – januari 1945 Infällbart, hydraulmanövrerat noshjulställ för amfibiebruk, baserat på Leroy Grummans konstruktion från 1920-talet. Självtätande bränsletankar är nu standard. Under produktion införs akterskytt och noskulsprutan ersätts med dubbelmontage i nytt torn, samtliga i kaliber .30; pansarskyddet förbättras. | 802    |
| PBN-1 Nomad | Ingen uppgift Variant av PBY tillverkad vid Naval Aircraft Factory i Philadelphia, Pennsylvania. NAF gjorde ett antal förbättringar: en förlängd (cirka 60 cm) och spetsigare bog tillsammans med den nya stjärten är de mest synliga, vingarna förstärktes vilket ökade högsta tillåtna startvikt med 908 kg (2000 pund), vilket i sin tur tillät större bränsletankar så att räckvidden ökade med 50%. Andra förbättringar var ett nytt elsystem med hjälpkraftaggregat och ny ammunitionsmatning till kulsprutorna. | 156    |
| PBY-6A      | Januari 1945 – maj 1945 Förutom förbättringarna från PBN, infördes nostornet som standard och en radardom ovanför cockpit. | 175    |

Totalt uppskattas 4 051 Catalinor ha byggts mellan juni 1937 och maj 1945, alla versioner inklusive licenstillverkade Cansos och GST medräknade.
- PBV (äv PB 4-54), PBY-5A licenstillverkad av Canadian Vickers, populärt benämnd Canso. C:a 380 byggda.
- PB2B-1, PBY-5A licenstillverkad av Canadian Boeing. PB2B-2 med PBN:s stjärtparti.
- GST ("Gydro Samoliot Transportnyi"), PBY-5A licenstillverkad i Sovjetunionen; benämnd MP-7 eller KM-2 beroende på motoralternativ.

## Användning i Sverige

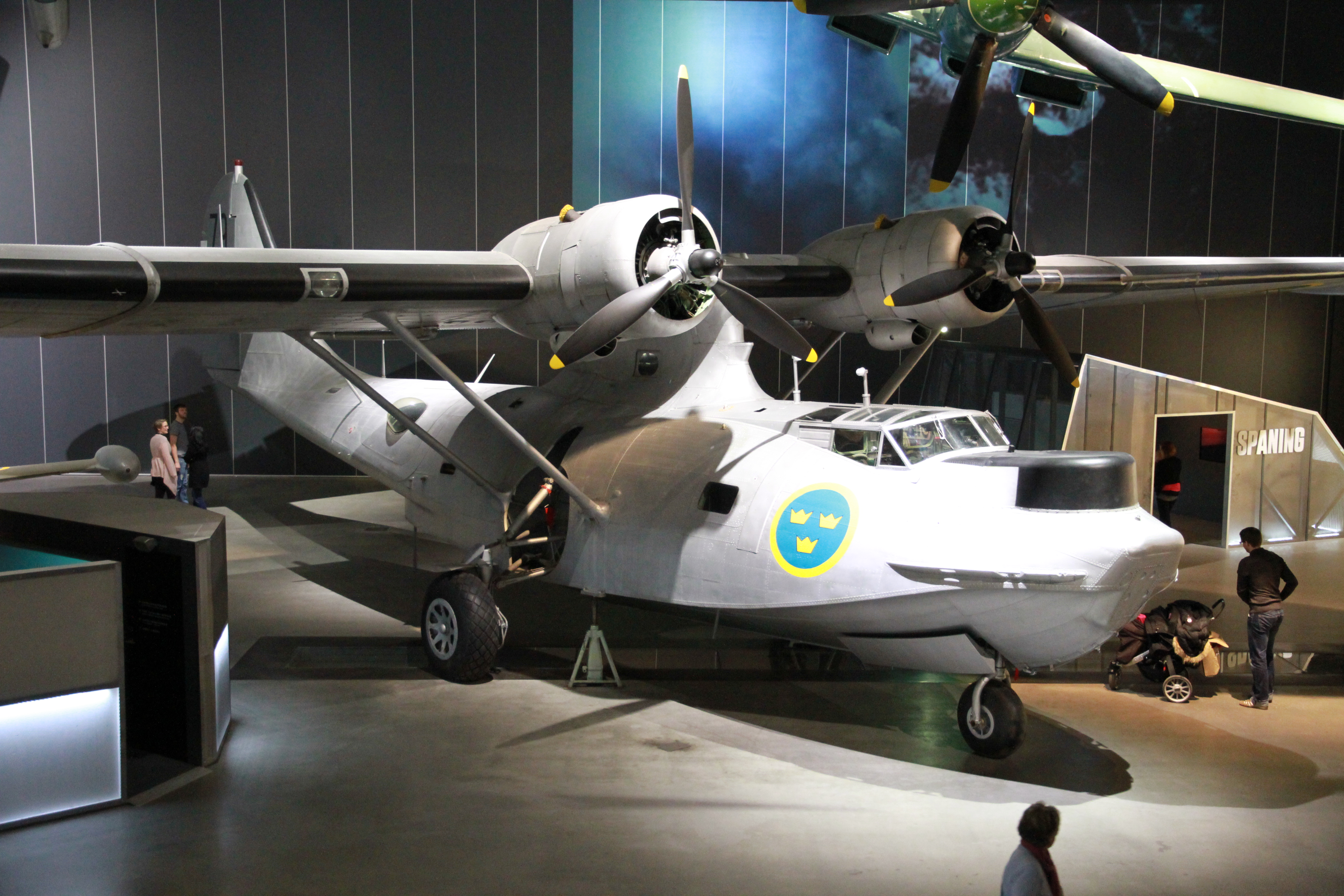
Tp 47 inne på Flygvapenmuseum.

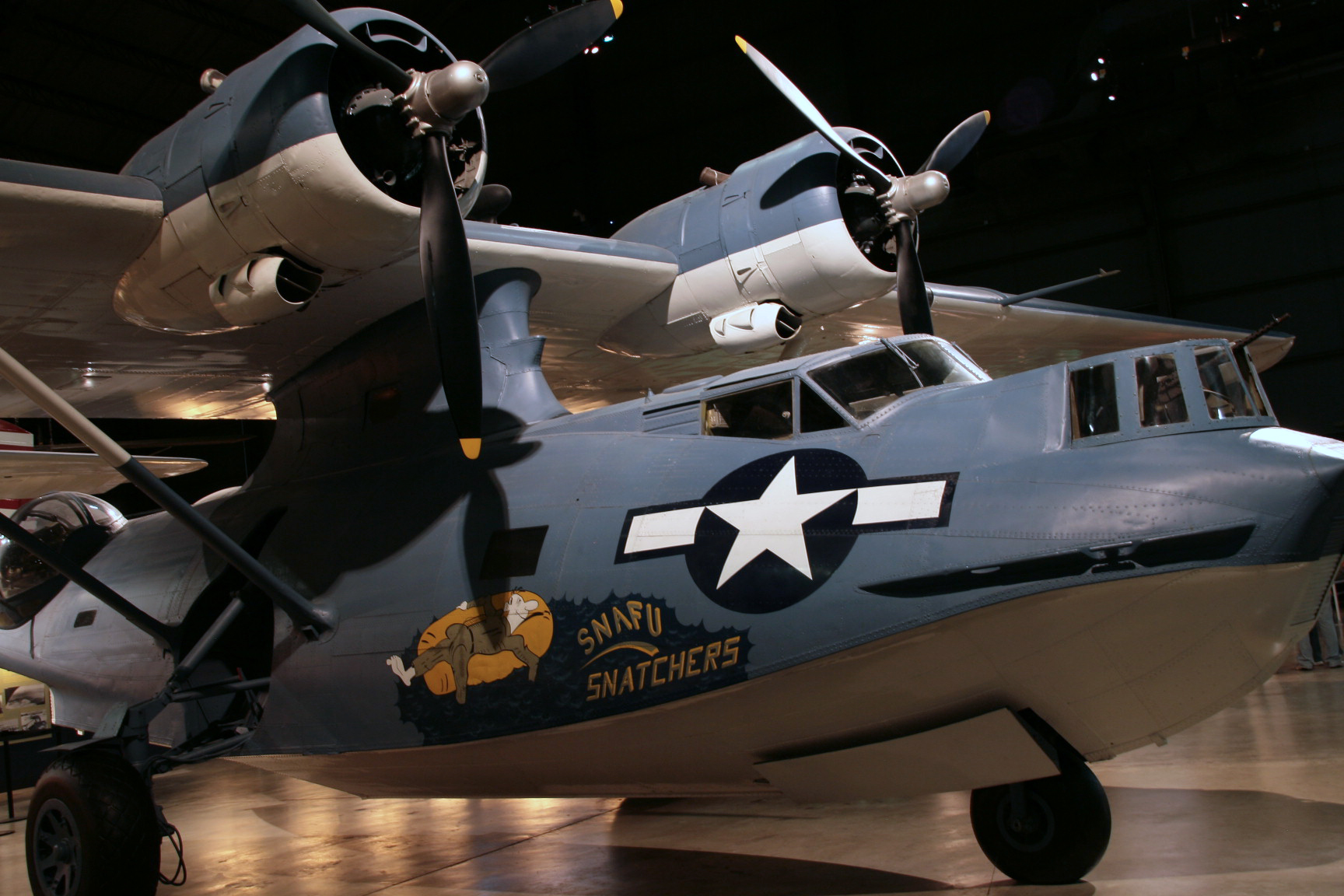
Jämför TP 47 ovan med detta amerikanska plan, där noskulspruta och midjekupoler är klart synliga.

Mellan åren 1948 och 1966 ingick Canso som ett sjöräddningsflygplan i Svenska flygvapnet under den svenska militära beteckningen Tp 47.
De tre flygplanen, som var licensbyggda i Kanada, köptes in från kanadensiska flygvapnet och levererades i januari 1948. Flygplanen hade vardera en flygtid på cirka 3 000 timmar från det kanadensiska flygvapnet, därför behövde de en omfattande översyn. All beväpning monterades bort och i stället monterades en PS-19/A spaningsradar i nosen. De godkändes för användning i april respektive juni 1948.
Tp 47 användes vid Flygvapnets flygräddningsgrupp som ursprungligen tillhörde Roslagens flygflottilj och senare Svea flygflottilj/Svea flygkår. Flygplanet användes för flygräddningstjänst och ambulanstransporter tills den sista togs ur tjänst 1966.
En Tp 47 (Flygvapennummer 47002) sköts ner 16 juni 1952 över Östersjön av en sovjetisk MiG-15 då den spanade efter den Tp 79 som försvunnit tre dagar tidigare; detta var en händelse som senare kom att kallas Catalinaaffären.